# Syd Cook (ANZAC Girls)
Sydney "Syd" Cook, es un personaje de la miniserie australiana ANZAC Girls que será interpretado por el actor Todd Lasance desde agosto del 2014.

## Biografía
Hijo del ex primer ministro de Australia, Syd es un joven tranquilo y bien educado, es un ingeniero de profesión. Lo que más quiere es casarse con su novia Elsie Sheppard y formar una familia, vivir una vida sólida y respetable. Cuando la guerra se declara Syd se enlista en el ejército, poco después de haberse casado con Elsie ambos son enviados a la guerra. Durante la guerra Syd es un buen líder y pronto se gana el cariño y respeto de sus hombres, rápidamente es promovido de su rango inicial como segundo teniente.